# Hải đăng Hòn Dấu
Hải đăng Hòn Dấu nằm trên đảo Hòn Dấu, thuộc quận Đồ Sơn, thành phố Hải Phòng; là ngọn hải đăng lâu đời nhất Việt Nam với trên 120 năm tuổi. Được người Pháp xây dựng từ năm 1892, hoàn thành năm 1898.
Năm 1964, khi hải quân và không quân Mỹ đánh phá miền Bắc, Việt Nam đã xây dựng hệ thống hầm ngầm trên đảo để bám trụ và đánh trả. Ngày nay vẫn còn nguyên dấu tích của chiến tranh: hầm ngầm, đường ray hạ thủy những con tàu không số, ngư lôi...
Ban đầu, tháp đèn được xây dựng hoàn toàn bằng đá khối với các hoa văn rất đẹp. Tuy nhiên, vào những năm kháng chiến chống Mỹ, đèn đã bị thả bom nhiều lần nên hư hại nặng. Sau này, đèn được xây dựng lại nhưng hầu như vẫn giữ nguyên kiến trúc ban đầu.